# アグアカリエンテ競馬場
アグアカリエンテ競馬場（アグアカリエンテけいばじょう、西: Hipódromo de Agua Caliente、英: Agua Caliente Racetrack）は、メキシコバハ・カリフォルニア州のティフアナにあるドッグレース場およびカジノ。かつてはサラブレッド競馬を行っていた競馬場で、当時のメキシコ最大級の競走であったアグアカリエンテハンデキャップを開催していた。

## 歴史
元は1916年に開設されたティフアナ競馬場が前身で、国境の向こうにあるカリフォルニア州が同年に賭博競馬の禁止条例を打ち出したのと同時に建造された。元よりティフアナはアメリカ合衆国との国境にある街で、締めだされたカリフォルニア州の競馬関係者や競馬ファンは挙って国境を越え、ティフアナに多大な恩恵をもたらした。最初は国境のすぐ近くに建てられていたが、同年の「ハットフィールド洪水」と呼ばれる大洪水によって大破し、すぐさま街の中心部に移設された。同競馬場は関係者からは「屋外便所」と形容されるほどの粗末なものであったが、史上初のモービルスターティングゲートや写真判定装置、安全ヘルメット、音響装置による結果報告、ピック6式の馬券など画期的な設備・制度も多数導入されていた。
1920年代の終わりごろ、ティフアナ競馬場は再び洪水によって壊滅的な被害を受けた。アグアカリエンテ競馬場はこの代替として建造された競馬場で、一大リゾート施設であるアグアカリエンテカジノ・アンド・ホテルが同地に建設された翌年の1929年に開設された。ティフアナやカリフォルニアの資産家によるおよそ300万ドルの投資を元に、ロサンゼルスの建築家ウェイン・マクアリスターの設計のもと建造された競馬場であった。当時のアメリカは禁酒法の最中であり、自国で違法とされていた飲酒や賭博に興じるためのアメリカ人が利用者の大半を占めていた。
アグアカリエンテハンデキャップは同競馬場での最大の競走で、既存のコフロスハンデキャップという競走を改称し、さらに10万ドルという当時としては当時最高額の賞金総額を用意されたことで大いに話題となった。1932年にはオセアニア最強馬のファーラップが出走し、勝利を収めている。
しかし1934年にラサロ・カルデナス大統領の政策によって賭博が禁止されると、カリフォルニア州で競馬産業が再合法化されたこともあって、アグアカリエンテは一気に衰退、1936年には140万ドルで売却された。1938年にメキシコでも賭博が再合法化され、当時のスターホースシービスケットを招聘してアグアカリエンテハンデキャップを復活させた。しかし元の活気を取り戻すには至らず、1958年にラウンドテーブルを招いたのを最後に同競走は中止された。
その後1971年に火事によりスタンドが焼失、その後再建されたが、現在は競走馬の競走を廃止して、グレイハウンドの競走のみを行っている。現在ではサイマルキャストを利用した場外馬券発売、および各種スポーツ賭博も行っている。